# Тильк, Найма-Йоханна Михкелевна
Найма-Йоханна Михкелевна Тильк — советский хозяйственный и государственный деятель, лауреат Государственной премии СССР за выдающиеся достижения в труде.

## Биография
Родилась в 1940 году в Эстонии. Член КПСС.
До 1957 — работница в хозяйстве родителей, сосланных в Сибирь.
В 1957—1963 — полевод колхоза села Пийстаоя Пярнуского района Эстонской ССР.
В 1963—1991 — доярка опытного совхоза «Вяндра» Пярнуского района Эстонской ССР.
За большой личный вклад в повышение продуктивности коров, снижение себестоимости молока на основе эффективного использования науки и передовой практики была в составе коллектива удостоен Государственной премии СССР за выдающиеся достижения в труде 1988 года.
Жила в Эстонии.

## Награды
- Орден Ленина (1966)
- Орден Октябрьской Революции (1985)
- Орден Трудового Красного Знамени (1973)